# Brandon Iron
Brandon Iron, de son vrai nom Brandon Hurdle, est un acteur et réalisateur canadien de films pornographiques, né le 14 juillet 1968 dans l'Alberta, et mort le 15 avril 2019. Il s'est suicidé par pendaison,.

## Biographie
Brandon Iron travaillait dans un restaurant de hamburgers avant de tourner Bonfire of the Panties avec Ashley Nicole en 1991. Il ne se lança véritablement dans le porno qu'en 1997. Depuis, il compte plus de 500 films dans sa carrière dont les séries Slap Happy, A good source of Iron, et Baker's Dozen qu'il réalisa lui-même. Il est rapidement devenu le spécialiste de l'irrumation et de la sodomie et est le créateur de la série hard I love it rough. Il vit et travaille en Californie pour des sociétés de productions comme Platinum X ou JM Productions. En 2006, l'organisation Braincash et lui ouvrent trois sites Internet "covermyface.com", "spermcocktail.com" & "loadmymouth.com".

## Récompenses
- A.V.N. Award de la meilleure scène de groupe pour Nothing to Hide 3 et 4 avec Wendy Knight, Pat Myne, et Michael J. Cox en 2001.
- A.V.N. Award de la meilleure scène de groupe pour Les Vampyres avec Wendy Knight et Vylet Luv en 2001.
- X.R.C.O. Award en 2003.